# Manolo Escobar
Manuel García Escobar (n. 19 octombrie 1931, Las Norias⁠(d), Andaluzia, Spania – d. 24 octombrie 2013, Benidorm, Comunitatea Valenciană, Spania), mai bine cunoscut ca Manolo Escobar, a fost un cântăreț spaniol de copla andaluză și cântec spaniol. De asemenea, a lucrat ca actor în mai multe filme muzicale. Hit-urile sale includ El Porompompero, Mașina mea (1969), Miniskirt sau live Spania, și al compozitorului Belgian Leo Rozenstraten.

## Biografie
Manolo Escobar este al cincilea din cei zece copii ai lui Antonio García și María del Carmen Escobar, căreia i-a dedicat piesa „Madrecita María del Carmen”. Tatăl său a abandonat tradiția familiei pentru a se dedica ospitalității și culturii. Apoi, el a întâlnit un profesor republican pensionar, care le-a oferit adăpost în schimbul formării fraților săi, inclusiv în muzică. Manolo a început să cânte la lăută. De asemenea, a studiat pianul în primii ani. Fratele său, Baldomero, a preluat conducerea companiei, iar împreună cu Salvador și Manolo au început să cânte la festivaluri și nunți sub numele de scenă „Copiii lui Antonio García”. Chiar și atunci, Manolo visa încă din copilărie să devină cântăreț. În acești ani postbelici dificili, Antonio García a cunoscut un învățător care își pierduse soția și fiul în timpul Războiului Civil Spaniol. Antonio a rămas în casa lui și a devenit tutorele copiilor. Cel mai nou membru al familiei, Antonio Manzano, s-a dovedit a fi un excelent profesor de muzică. Astfel, frații García, de la cel mai mare la cel mai mic, au putut să învețe muzică acasă și să formeze o rondalla. La vârsta de 14 ani, Manolo s-a mutat împreună cu frații săi la Barcelona, unde a lucrat ca ucenic în diverse meserii. Și-a început cariera artistică între Badalona și cartierul chinezesc al Barcelonei împreună cu grupul Manolo Escobar și chitarele lor, din care făceau parte frații săi Salvador și Baldomero. Mai târziu, odată cu succesul grupului, li s-a alăturat un alt frate, Juan Gabriel. Juan Gabriel și María José García Escobar, un alt membru al familiei García Escobar, au compus ulterior melodii pentru interpretările grupului.

## Filmografie
- 1963 Los Guerrilleros, regia Pedro L.Ramírez, cu Rocío Jurado și Gracita Morales
- 1965 Mi canción es para ti, regia Ramón Torrado
- 1966 El padre Manolo, regia Ramón Torrado
- 1966 Un beso en el puerto, regia Ramón Torrado
- 1967 Ritmuri spaniole (Pero, ¿En qué país vivimos?), regia José Luis Sáenz de Heredia cu Concha Velasco
- 1968 Relaciones casi públicas, regia José Luis Sáenz de Heredia cu Concha Velasco
- 1969 Juicio de faldas, regia José Luis Sáenz de Heredia cu Concha Velasco
- 1970 En un lugar de la Manga, regia Mariano Ozores cu Concha Velasco
- 1971 Me debes un muerto, regia José Luis Sáenz de Heredia cu Concha Velasco
- 1972 Entre dos amores, regia Luis Lucía
- 1973 Me has hecho perder el juicio, regia Juan de Orduña
- 1974 Cuando los niños vienen de Marsella, regia José Luis Sáenz de Heredia
- 1975 Eva, ¿qué hace ese hombre en tu cama?, regia Tulio Demicheli
- 1977 La mujer es un buen negocio, regia Valerio Lazarov
- 1978 Donde manda patrón, regia Mariano Ozores
- 1978 Împrumută-mi vocea astă seară (Préstamela esta noche), regia Tulio Demicheli
- 1980 Operación Comando, regia Julio Saraceni
- 1981 ¿Dónde está mi niño?, regia Luis María Delgado
- 1982 Todo es posible en Granada, regia Rafael Romero Marchent (nouvelle version)